# Flatonia
Flatonia – miasto w Stanach Zjednoczonych, w stanie Teksas, w hrabstwie Fayette.